# 烏赫斯庫格 (亞利桑那州)
烏赫斯庫格（英語：Uhs Kug）是位於美國亞利桑那州皮馬縣的一個非建制地區。該地的面積和人口皆未知。

## 地理
烏赫斯庫格的座標為31°57′58″N 111°33′09″W / 31.96611°N 111.55250°W，而該地的平均海拔高度為1244米（即4081英尺）。